# Абат Сюжер
Аба́т Сюж́ер , часом Сугерій (лат. Sugerus фр. Suger; бл. 1081, Шеннв'єр-ле-Лувр — 13 січня 1151, Сен-Дені) — духовна особа, абат Сен-Дені, впливовий радник королів Франції Людовика VI та Людовика VII, регент Франції в часи відсутності короля. Він найбільш відомий своїми богословськими та мистецькими амбіціями, які спонукали його до перебудови базиліки Сен-Дені, першої будівлі в готичному стилі, та започаткування готичного мистецтва.

## Життєпис
Походження Сюжера є предметом суперечок серед істориків: за словами медієвістів Режін Перну та Жака Ерса, він був сином кріпака, родини селян, прикріплених до землі.
Згідно з гіпотезою іншого історика-медієвіста, який вивчав це питання, Жана Дюфура, Сюжер походив з досить заможної родини дрібних лицарів, яка володіла землею в Шеннв'єр-ле-Лувр, розташованому за 18 км від Сен-Дені (Сюжер, ймовірно, народився там). За словами іншого історика, Рольфа Гросса, родина Сюжера, ймовірно, була пов'язана з лицарською родиною «Орфелінів» з Анне-сюр-Марн. У некролозі абатства Сен-Дені згадується ім'я його батька, Елінанда (Helinandus), брата, Рауля (Radulphus), та невістки, Емеліни (Emmelina). Його дослідження показує, що дядько Сюжера, на чию честь він, ймовірно, був названий, входив до оточення абата Сен-Дені Іва I (1072-1093/1094). Дружина цього дядька була коханкою абата Іва I та хрещеною матір'ю Сугерія. Цей абат був хрещеним батьком Сугерія. Це пояснює вибір, який батько Сугерія зробив після смерті дружини, близько 1091 року, віддати свого сина, якому було близько дев'яти років, як облата, присвяченого Сен-Дені, а не як послушника, згідно з істориком Ервіном Панофскі. Саме в цей ранній період він зустрів принца Луї, майбутнього короля Людовика VI, який був товаришем Сюжера по навчанню протягом кількох місяців у 1091/1092, перш ніж був довірений педагогу Еллуену з Парижа. Знайомство з принцом і спільне перебування в монастирі сприяло зближенню, що дозволило Сюжеру пізніше увійти в близьке оточення короля.
Сюжер десять років навчався в пріораті Естре, щоб стати ченцем. Під час навчання він демонстрував хист до латини та хороше розуміння юридичних питань. Внаслідок цього його було обрано для роботи в монастирських архівах для пошуку документів, які могли б захистити абатство від сеньйоріальних вимог Бушара IV де Монморансі. 
Сюжер розпочинає успішну кар'єру в монастирському управлінні, виконуючи кілька місій для свого абатства, яке володіло землями у вигідних місцях по всій країні. Здобувши прихильність абата Сен-Дені Адама, Сюжер в 1106 році  став його секретарем і розпочав політичну кар'єру під його керівництвом. Сюжер опинився залученим до значних подій: того ж року він був на синоді в Пуатьє; навесні 1107 року в абатстві Ла-Шаріте-сюр-Луар він захищав абатство Сен-Дені від претензій єпископа Парижа перед Папою Римським Пасхалієм II; в 1109 році він знову зустрівся з Людовіком VI, коли засідав на суперечці між королем та Генріхом I Англійським в Планш-де-Нефль; в 1112 році був у Римі на Латеранському соборі. Протягом цього часу він обіймав адміністративні посади, в 1108 році був пробстом Берневаля в Нормандії, а потім з середини 1109 до 1111 року пробстом важливого пріорату Турі. Цей регіон страждав внаслідок експлуатації доходів Гуго III Ле-Пюїзе, а низка суперечок та невдалих союзів зрештою призвела до того, що Сюжер набув досвіду на полі бою, захищаючи Турі від Гуго. Здавалося, що він добре прийняв цей новий виклик і досяг успіху, хоча до шістдесяти років сильно пошкодував про свою участь у війні. Існує повна прогалина в джерелах щодо місцезнаходження Сюжера після того, як він покинув Турі в 1112 році, хоча він, ймовірно, просував своє чернечий статус, одночасно працюючи над подальшими переговорами.
Сюжер, підписант документа абата Адама 1114 року, згадується як іподиякон і ченець у Сен-Дені. З 1118 року Сюжер став близьким другом королівського оточення. На прохання короля Людовика VI він приєднався до посольства, очолюваного абатом Сен-Жермен-де-Пре Гугом IV де Сен-Дені (1116-1146), до папи Калікста II в Італію у 1121.
Саме під час повернення від папи в березні 1122 року Сюжер, якому тоді був 41 рік, дізнався про смерть абата Адама і про те, що інші члени абатства обрали його новим абатом. Сюжер пишався тим, що це сталося за його відсутності та без його відома — хоча Людовік спочатку був розлючений тим, що рішення було прийнято без попередньої консультації з ним, він явно був задоволений тим, що Сюжер взяв на себе цю роль, оскільки між ними склалися міцні робочі стосунки.

## Перебудови в Сен-Дені
З перших місяців перебування на посаді абата Сюжер розпочав збори коштів на перебудову монастирської церкви Сен-Дені. Але діяльність Сюжера мала значні розбіжності з вимогами і настановами Бернарда Клервоського, якого пізніше беатифікують як Святого Бернарда. Бернард з монастиря Клерво́ був прихильником аскези, повного підкорення братії, прихильником обмежень братії в їжі і навіть сні, прагнув за всяку ціну досягти суворого ідеала монастирського життя.
Побожний і прихильний до вимог церкви Сюжер був прибічником реформ через освіту, навчання братії дисціпліні, сам не вітав аскетизм, а залишався прихильником естетичної краси в храмі. І через храмову красу — зміцнював віру. Близькість до королівського двору використав як для примирення і дипломатичного вирішення гострих політичних проблем, так і для отримання грошових внесків в абатство. Швидко монастир Сен-Дені став самим багатим, що навіть Бернар з монастиря Клерво́ волав матеріальної допомоги від абата Сюжера.
У своїх записах Сюжер неодноразово вказував, як запрошував з усіх усюд для оздоблення в Сен-Дені найкращих художників, як обирав майстерних скульпторів для створення бронзових дверей, як отримав найкращих на той час вітражних майстрів. Все це — заради зміцнення віри через розширення, а потім і перебудову абатства, що стало головним в Іль-де-Франс. Реальне життя в середньовіччя возглядалося як підготовка до Страшного суду, а потім до перебування в чистилищі чи раю, до вічного життя по смерти. Працю на побудові нового храму почали розглядати як прощу, що скорочувала перебування в чистилищі і була переходом до праведності.

## Патрон готичного стилю Франції

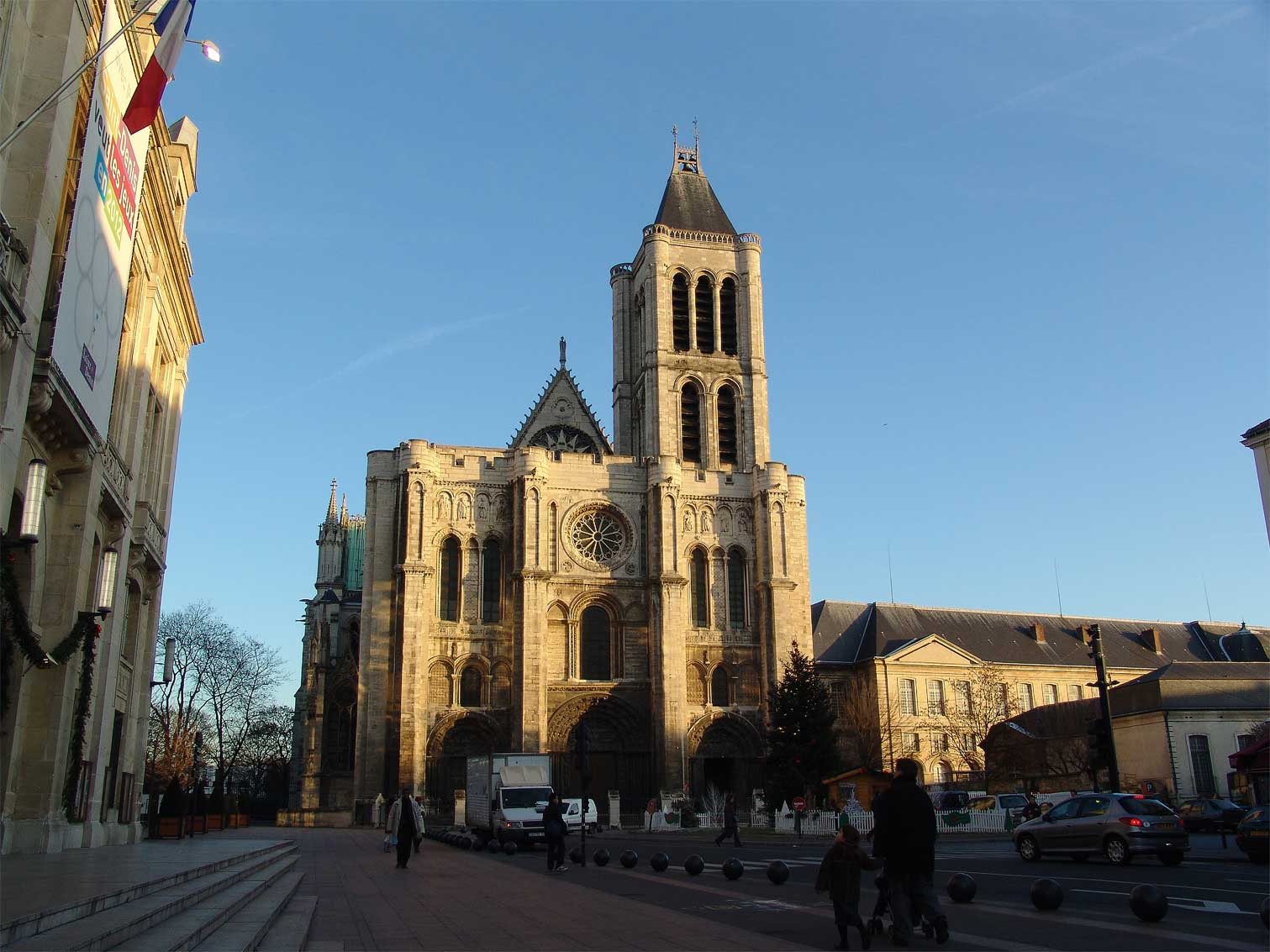
Абатство Сен-Дені, західний фасад.

Звичайно, що абат читав Біблію. Безумовно, що він знав і цікавився «Ареопагітиками», знав Апокаліпсис. За описами Івана Богослова з небес зходив новий Єрусалим, нове місто зі скла, з дванадцятьма брамами, з золотими шляхами, а в центрі міста — вівтар. Думка створити щось схоже на новий Єрусалим на землі, його модель в абатстві Сен-Дені могла надихати впливового абата.
Контрфорси, жмут стовпів, хрещаті склепіння були відомі ще з романської доби. Але з часів життя Сюжера поширення отримують стрілчасті арки і вікна, жмути стовпів, хрещаті склепіння — за новою ідеєю. Відмова від товстих стін призведе до особливої конструкції каркасної архітектури, де вагу великого даху розподіляють на стовпи і аркбутани — заради великих вікон-стін зі скла (як в новому Єрусалимі). Нові, символічні віяння в архітектурі діяльно підтримує абат Сюжер і він же затверджує новий проєкт базиліки Сен-Дені, що сприяв появі готичного стилю у Франції.
В небаченій до цього церкві Сен-Дені абата і поховають по смерті. Лише через шість століть до його поховання прийдуть нові бунтівники 1789–1793 рр., отруєні ідеєю розчавити минуле, відкинути геть історію — і викинуть геть кістки з давніх поховань королів і королев, а заразом і кістки француза-абата, що був патроном готичного стилю в Країні і в Європі.

## В художній літературі
Сугерій – дійова особа драматичної поеми "Осереддя Європи" – розділу з епічної містерії "Діяння небожителів" Віктора Гребенюка (Брата Віктора).

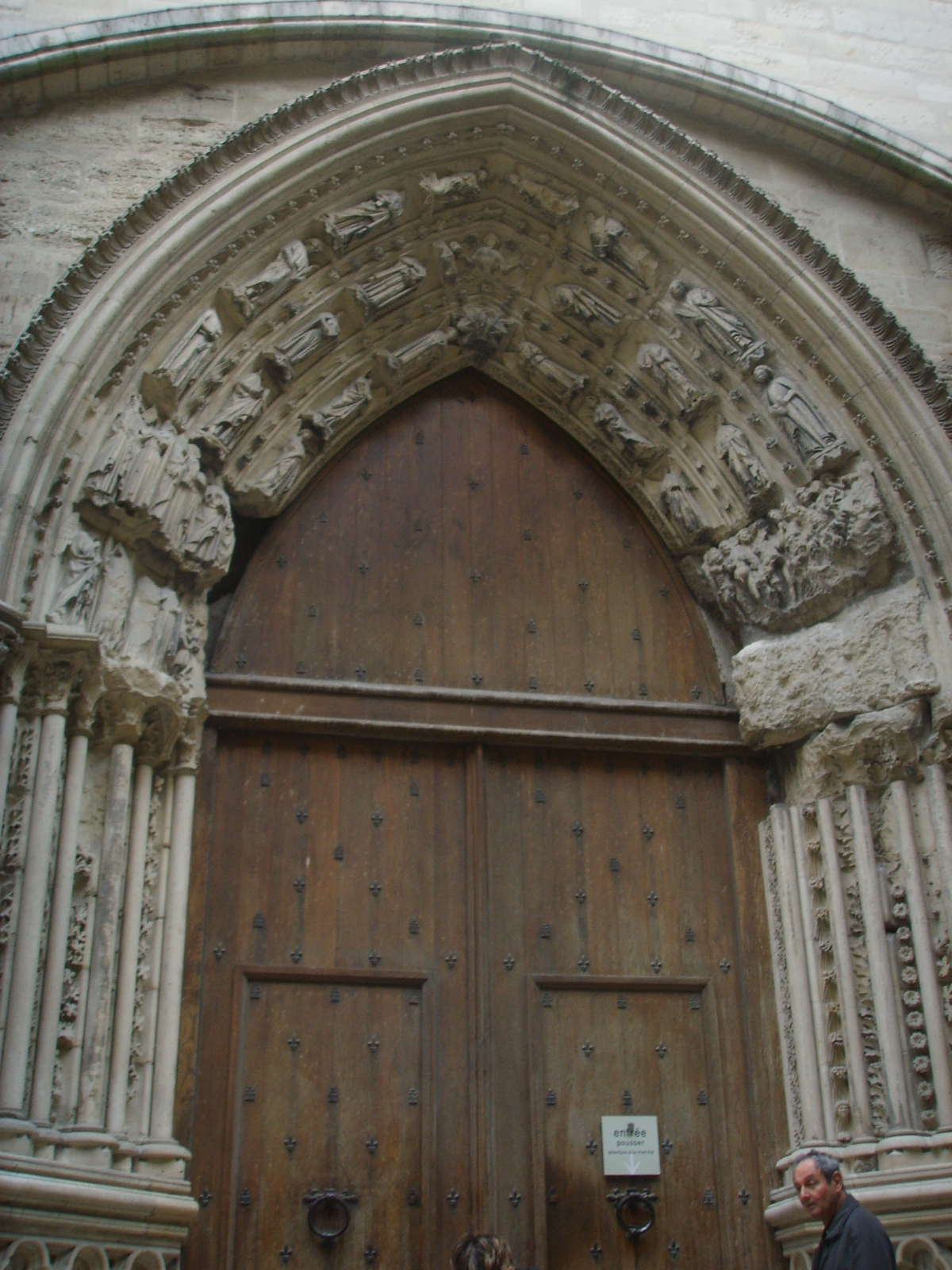
Портал
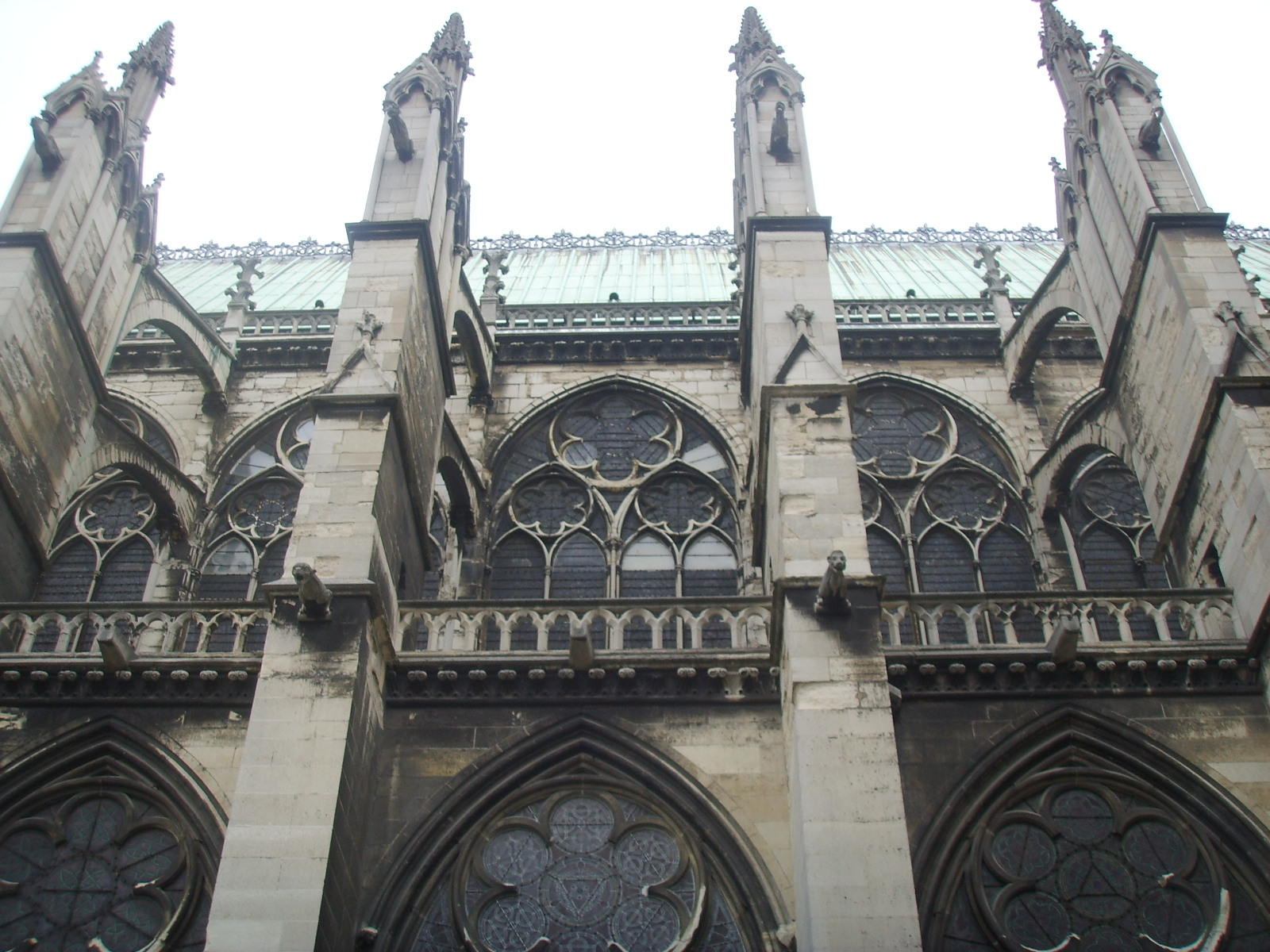
Сен-Дені, бічний фасад.
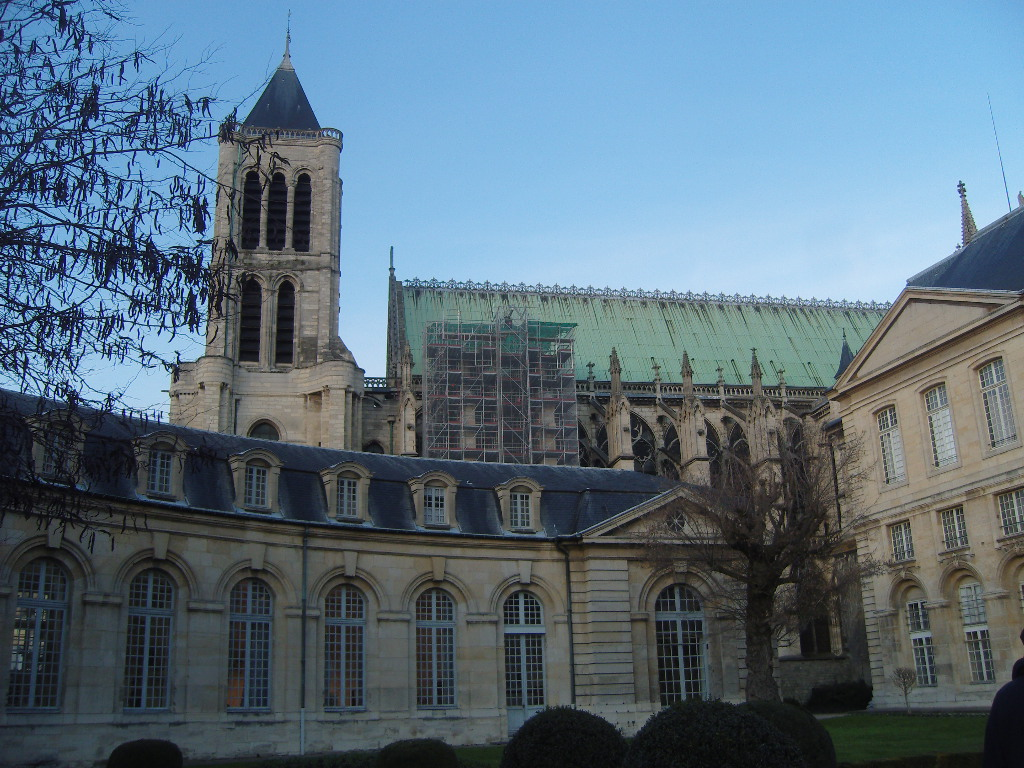
Оточення базиліки
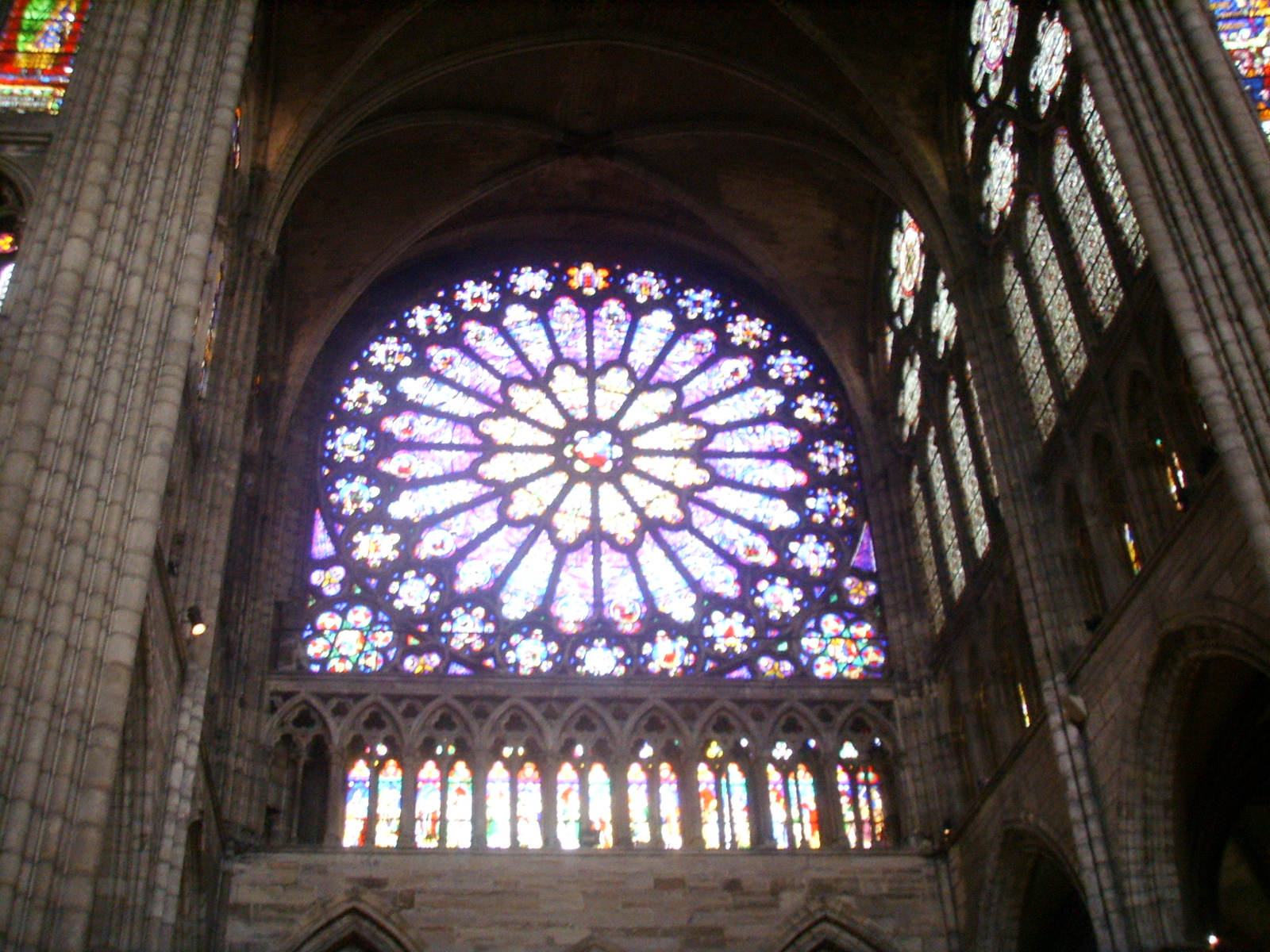
Вікно-троянда
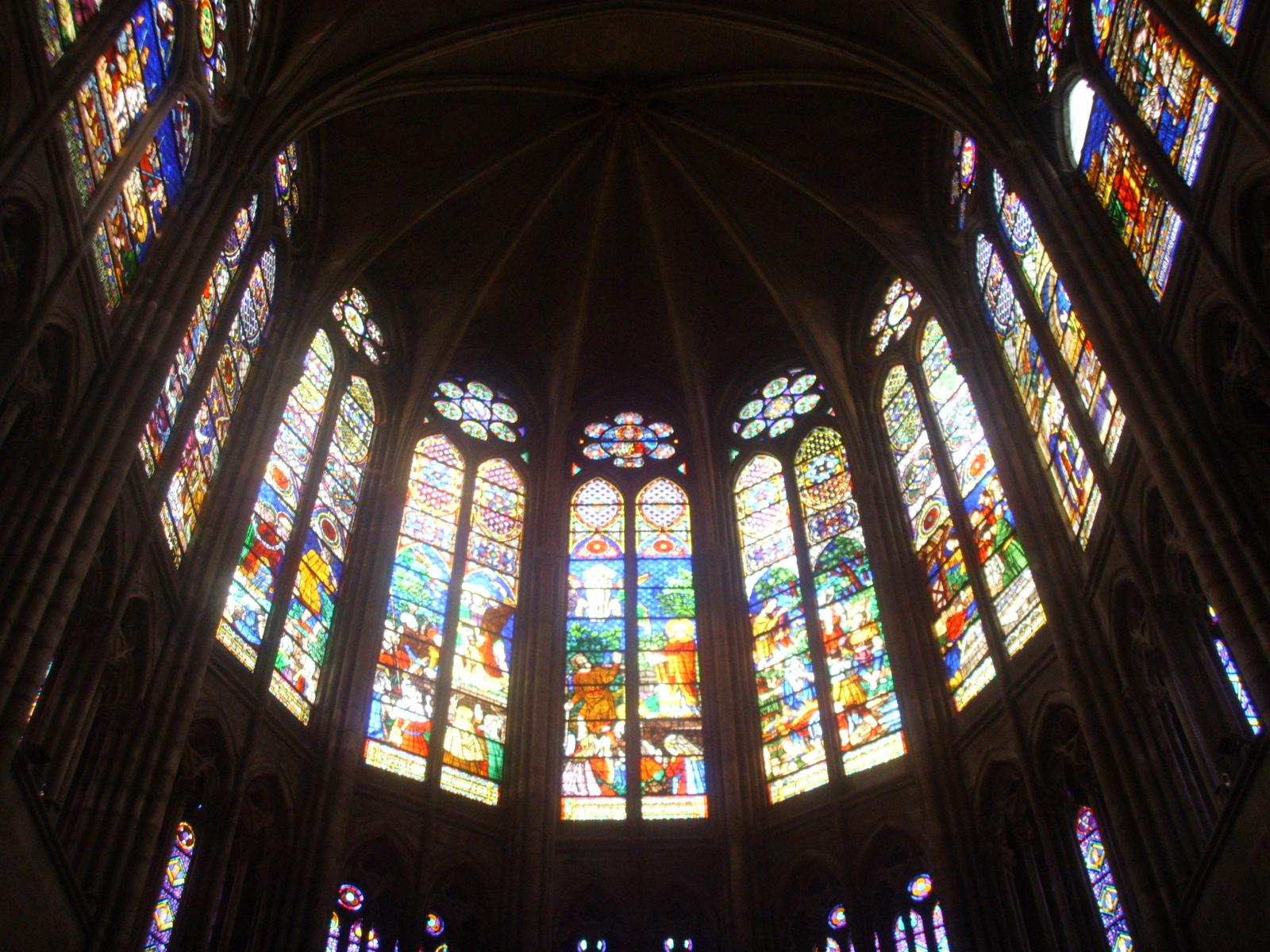
Вітражі
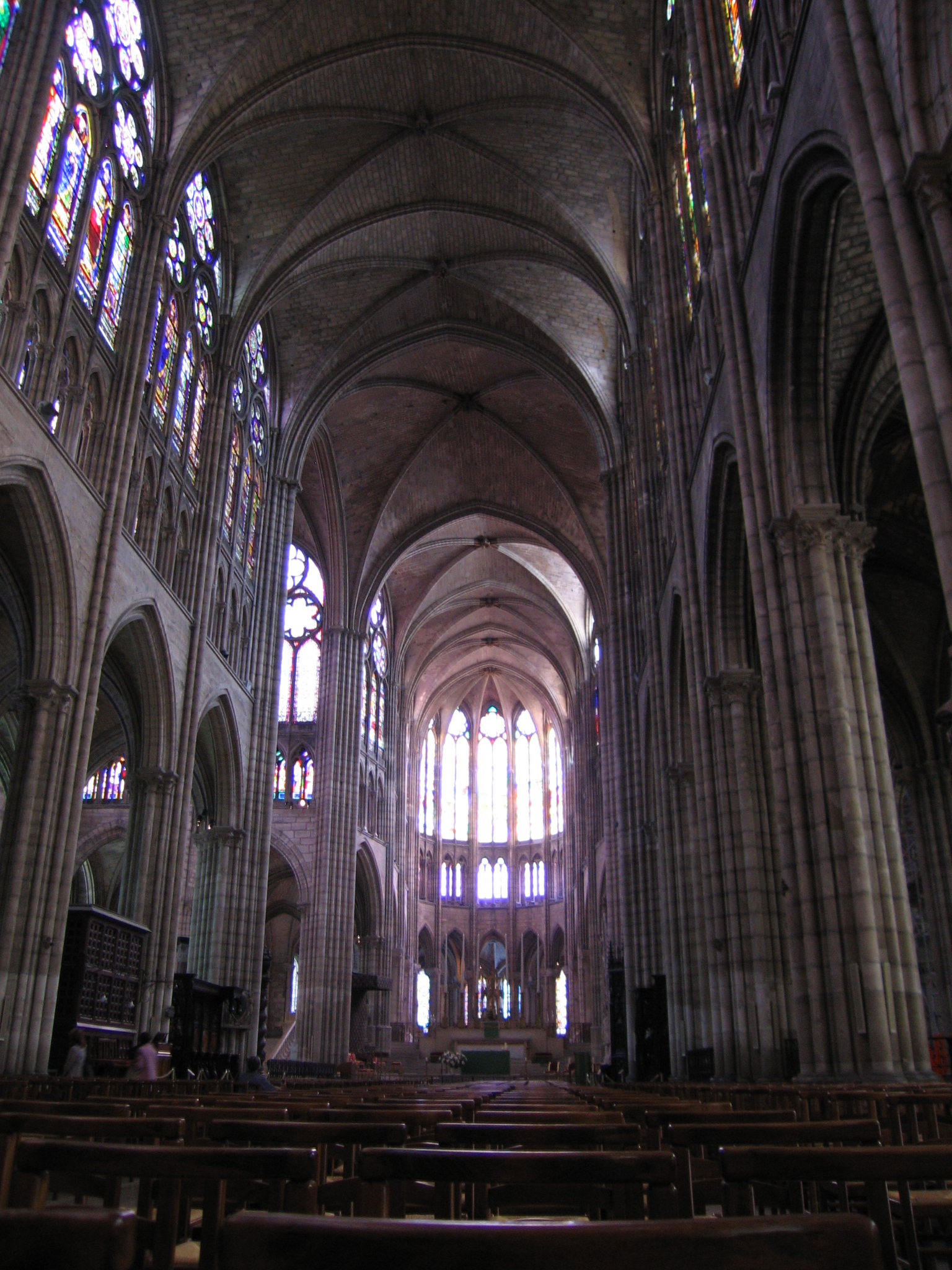
Центральна нава
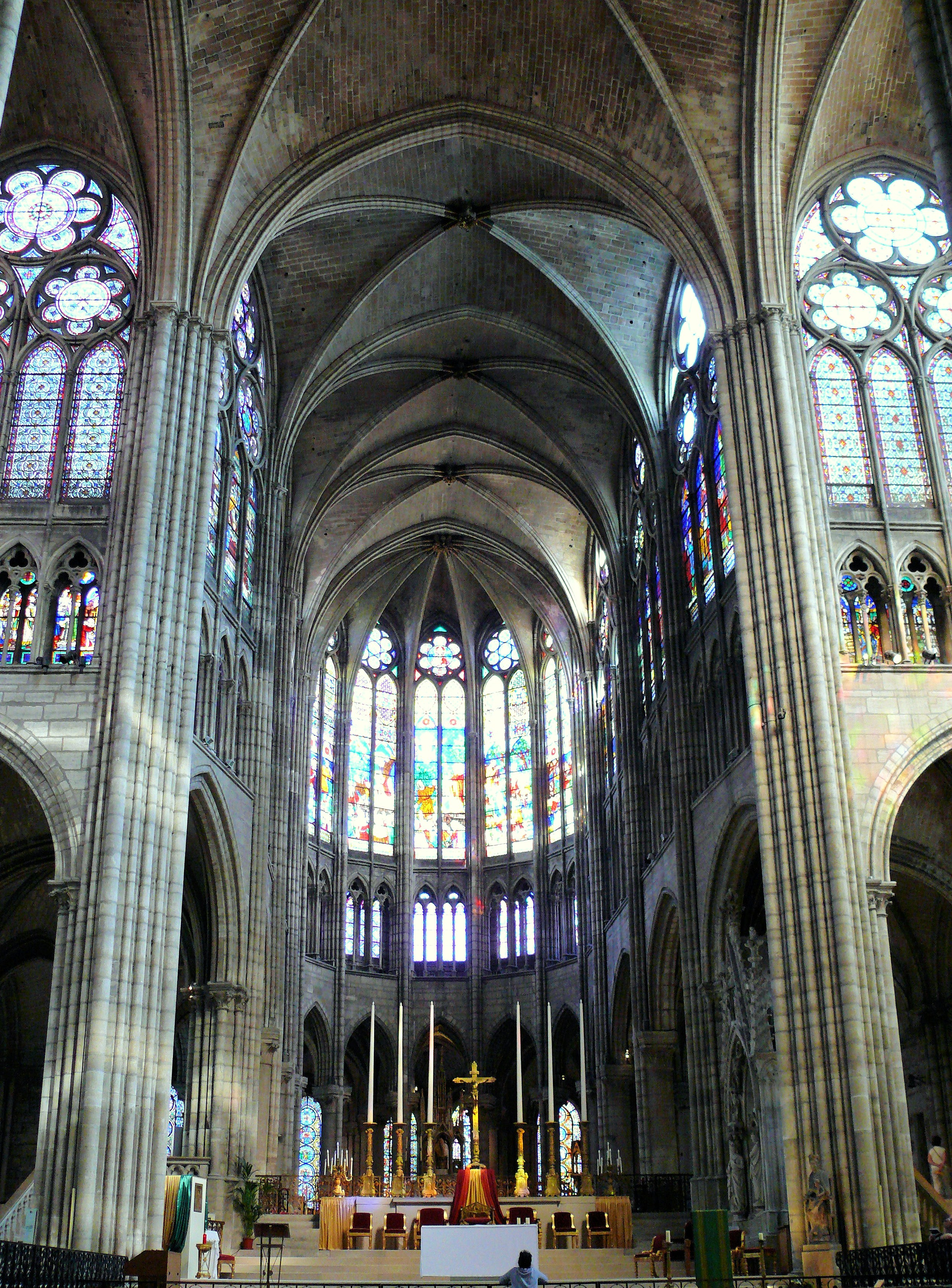
Вівтар
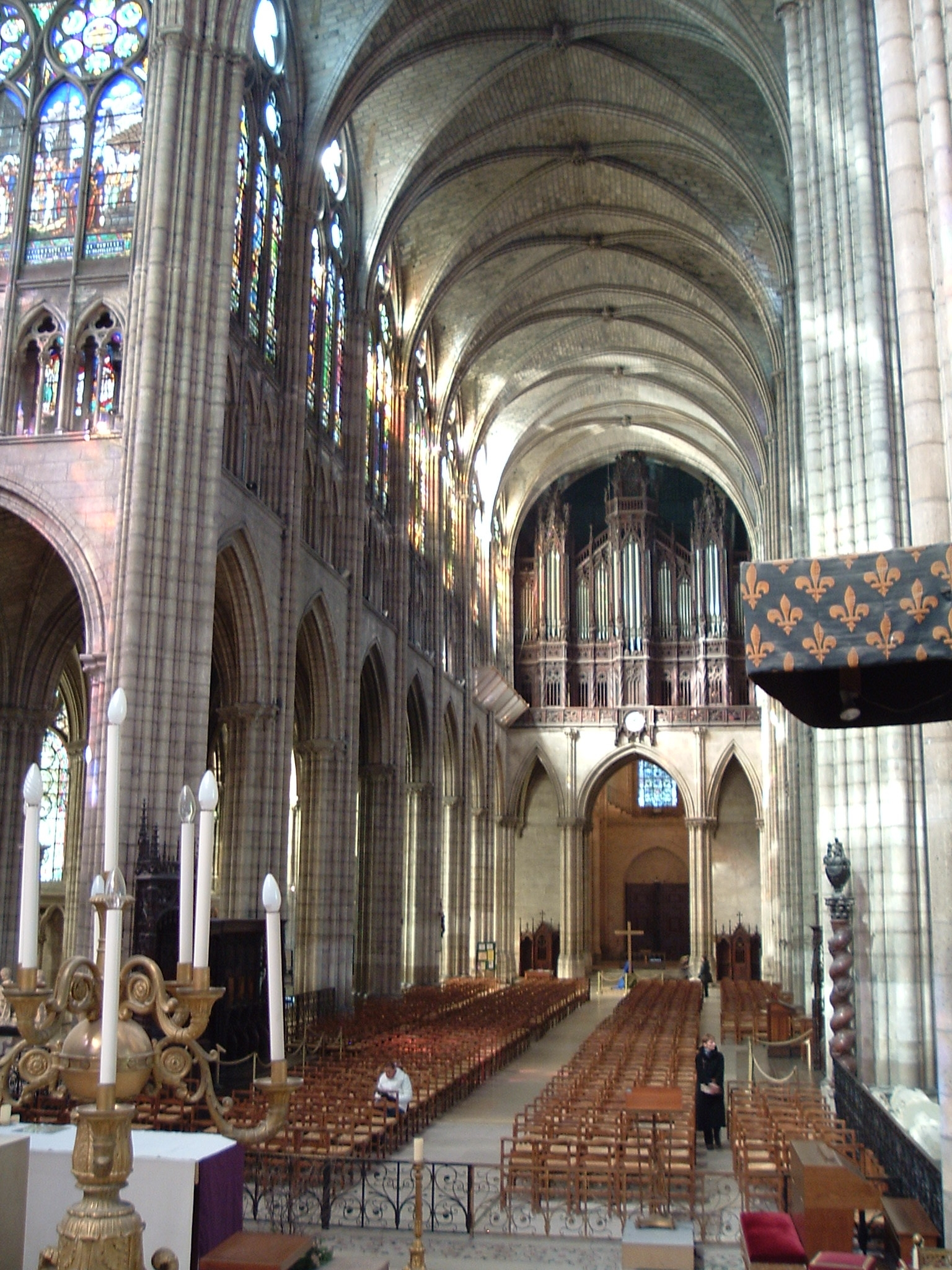
Орган